# Okręg wyborczy Welwyn Hatfield
Okręg wyborczy Welwyn Hatfield powstał w 1974 r. i wysyła do brytyjskiej Izby Gmin jednego deputowanego. Jest położony w hrabstwie Hertfordshire.

## Deputowani do brytyjskiej Izby Gmin z okręgu Suffolk Coastal
- 1974: Robert Lindsay, Partia Konserwatywna
- 1974-1979: Helene Hayman, Partia Pracy
- 1979-1987: Christopher Murphy, Partia Konserwatywna
- 1987-1997: David Evans, Partia Konserwatywna
- 1997-2005: Melanie Johnson, Partia Pracy
- 2005-2024: Grant Shapps, Partia Konserwatywna
- 2024- : Andrew Lewin, Partia Pracy[2]